# Świerże Górne
Świerże Górne (prononciation : [ˈɕfjɛrʐɛ ˈɡurnɛ]) est un village polonais de la gmina de Kozienice dans le powiat de Kozienice de la voïvodie de Mazovie dans le centre-est de la Pologne.
Il se situe à environ 10 kilomètres au nord-ouest de Kozienice (siège du powiat) et à 72 kilomètres au sud-est de Varsovie (capitale de la Pologne).
Le village possède approximativement une population de 1 800 habitants en 2006.

## Histoire
De 1975 à 1998, le village appartenait administrativement à la voïvodie de Radom.

## Industrie
La Centrale thermique de Kozienice est située sur le territoire de ce village.